# Alastair King

Wappen des Alastair King

Alastair King DL (* 5. November 1968) ist ein britischer Finanzier und Vermögensverwalter, sowie Lord Mayor of London für 2024/25.

## Biografie
Geboren als Sohn eines Akademikers, erhielt King den Grad eines BA der Universität Kent und den Grad MSc an der London Business School. 
2016 wurde er Vorsitzender des in der City of London ansässigen Vermögensverwaltungsgesellschaft Naisbitt King. Er war von 2022 bis 2023 Sheriff von London und wurde am 8. November 2024 für die Dauer eines Jahres zum Oberbürgermeister von London ernannt.
Im Januar 2025 wurde er als Ritter des Order of Saint John ausgezeichnet.
King ist seit 2024 mit Florence Walker verheiratet.